# 2022年メキシコシティグランプリ
2022年メキシコシティグランプリ（英:  2022 Mexico City Grand Prix）は、2022年のF1世界選手権の第20戦として、2022年10月30日にエルマノス・ロドリゲス・サーキットにて開催。
正式名称は「Formula 1 Gran Premio De La Ciudad De México 2022」。

## 背景
タイヤ
本レースでピレリが持ち込むドライ用タイヤのコンパウンドはハード（白）：C2、ミディアム（黄）：C3、ソフト（赤）：C4の中間の組み合わせ。提供されるセット数はハード2、ミディアム3、ソフト8。
| ドライ用   | ドライ用       | ドライ用   | ウェット用           | ウェット用   |
| C2         | C3             | C4         | インターミディエイト | フルウェット |
| ---------- | -------------- | ---------- | -------------------- | ------------ |
| （ハード） | （ミディアム） | （ソフト） | （小雨用）           | （大雨用）   |
タイヤテスト
FP2にて2023年仕様のタイヤテストが以下のルールの下で行われた。
- ピレリが指定する走行計画に従う
- 車両の仕様は固定
- スタート練習、DRSの使用、セットアップの変更、ドライバーの交代：不可
- ピットストップの練習：可能

FP1にてルーキードライバーへシートを譲ったドライバーは、開始45分までは通常通りのプログラム。残り45分で上記のタイヤテストを行った。
DRS：3箇所※（　）内は検知ポイント
- DRS1：ターン11より80m先から（ターン9から70m先）
- DRS2：ターン17より165m先から（ターン15の出口）
- DRS3：ターン3より115m先から（DRS2と同様）

チャンピオンシップの行方
ドライバーズタイトル
日本GP終了時点でマックス・フェルスタッペンが獲得している。
- コンストラクターズタイトル

レッドブルが前戦のアメリカGPで2位以下に147ポイント以上の差をつけたため、コンストラクターズタイトルを獲得した。

## エントリーリスト
前戦から変更なし。

## フリー走行
FP1
2022年10月28日 13:00 CDT(UTC-5)
トップはカルロス・サインツ、2位にシャルル・ルクレールが続きフェラーリ勢が1-2とした。5チームがFP1にルーキードライバーを走らせたが、ハースのピエトロ・フィッティパルディやアルピーヌのジャック・ドゥーハンはいずれもトラブルにより早々に切り上げた。アルファタウリのリアム・ローソンもセッションの終盤にブレーキから出火し赤旗中断の原因となり、セッションはそのまま終了した。
FP2
2022年10月28日 16:00 CDT(UTC-5)
トップはジョージ・ラッセル。2023年仕様のタイヤテストのためにセッションが90分間に延長され、ピレリが定めたルールに沿ってテストが行われた。セッション開始から30分経たないうちにルクレールはターン7でクラッシュし20分の赤旗中断の原因となり、セッション終盤には周冠宇がトラブルによりスタジアムセクションでマシンを停めたため、赤旗中断となりそのままセッションが終了した。
FP3
2022年10月29日 12:00 CDT(UTC-5)
トップはラッセル、2番手にルイス・ハミルトンが続きメルセデス勢の1-2となった。ミック・シューマッハがターン11でスピンをしたが、タイヤにフラットスポットを作るだけに留まり、FP1,2のように赤旗が出ることは無かった。

## 予選
2022年10月29日 15:00 CDT(UTC-5)（文章の出典）
ポールはマックス・フェルスタッペンがシーズン6回目、通算19回目の獲得。2番手にジョージ・ラッセル、3番手にルイス・ハミルトンが続いた。
Q1ではミック・シューマッハとセバスチャン・ベッテルが同タイムを記録し暫定15,16番手としたが、ケビン・マグヌッセンが0.126秒差で上回り共にQ1脱落となった。Q2では5番手までが0.063以内に収まる接戦となり、アルファタウリ勢とマクラーレン、アルファロメオ、ハースの1台ずつが脱落した。Q3ではここまでハミルトンが最速タイムを記録していたが、フェルスタッペンのみ1分17秒台を記録し2番手以下に0.304秒差をつけた。

### 予選結果
| 順位                | No. | ドライバー                 | コンストラクター                        | Q1       | Q2       | Q3       | Grid |
| ------------------- | --- | -------------------------- | --------------------------------------- | -------- | -------- | -------- | ---- |
| 1                   | 1   | マックス・フェルスタッペン | レッドブル-RBPT                         | 1:19.222 | 1:18.566 | 1:17.775 | 1    |
| 2                   | 63  | ジョージ・ラッセル         | メルセデス                              | 1:19.583 | 1:18.565 | 1:18.079 | 2    |
| 3                   | 44  | ルイス・ハミルトン         | メルセデス                              | 1:19.169 | 1:18.552 | 1:18.084 | 3    |
| 4                   | 11  | セルジオ・ペレス           | レッドブル-RBPT                         | 1:19.706 | 1:18.615 | 1:18.128 | 4    |
| 5                   | 55  | カルロス・サインツ         | フェラーリ                              | 1:19.566 | 1:18.560 | 1:18.351 | 5    |
| 6                   | 77  | バルテリ・ボッタス         | アルファロメオ-フェラーリ               | 1:19.523 | 1:18.762 | 1:18.401 | 6    |
| 7                   | 16  | シャルル・ルクレール       | フェラーリ                              | 1:19.505 | 1:19.109 | 1:18.555 | 7    |
| 8                   | 4   | ランド・ノリス             | マクラーレン-メルセデス                 | 1:19.857 | 1:19.119 | 1:18.721 | 8    |
| 9                   | 14  | フェルナンド・アロンソ     | アルピーヌ-ルノー                       | 1:20.006 | 1:19.272 | 1:18.939 | 9    |
| 10                  | 31  | エステバン・オコン         | アルピーヌ-ルノー                       | 1:19.945 | 1:19.081 | 1:19.010 | 10   |
| 11                  | 3   | ダニエル・リカルド         | マクラーレン-メルセデス                 | 1:20.279 | 1:19.325 |          | 11   |
| 12                  | 24  | 周冠宇                     | アルファロメオ-フェラーリ               | 1:20.283 | 1:19.476 |          | 12   |
| 13                  | 22  | 角田裕毅                   | アルファタウリ-RBPT                     | 1:19.907 | 1:19.589 |          | 13   |
| 14                  | 10  | ピエール・ガスリー         | アルファタウリ-RBPT                     | 1:20.256 | 1:19.672 |          | 14   |
| 15                  | 20  | ケビン・マグヌッセン       | ハース-フェラーリ                       | 1:20.293 | 1:19.833 |          | 191  |
| 16                  | 47  | ミック・シューマッハ       | ハース-フェラーリ                       | 1:20.419 |          |          | 15   |
| 17                  | 5   | セバスチャン・ベッテル     | アストンマーティン・アラムコ-メルセデス | 1:20.419 |          |          | 16   |
| 18                  | 18  | ランス・ストロール         | アストンマーティン・アラムコ-メルセデス | 1:20.520 |          |          | 202  |
| 19                  | 23  | アレクサンダー・アルボン   | ウィリアムズ-メルセデス                 | 1:20.859 |          |          | 17   |
| 20                  | 6   | ニコラス・ラティフィ       | ウィリアムズ-メルセデス                 | 1:21.167 |          |          | 18   |
| 107% time: 1:24.710 |     |                            |                                         |          |          |          |      |
| ソース:             |     |                            |                                         |          |          |          |      |

- ^1 - マグヌッセンは6基目のICEを使用したため5グリッド降格[18]。
- ^2 - ストロールは前戦でのアロンソとの接触により3グリッド降格[18]。

## 決勝
2022年10月30日 14:00 CST(UTC-6)（文章の出典）
優勝はマックス・フェルスタッペンでシーズン14勝目、通算34勝目。2位にルイス・ハミルトン、3位にセルジオ・ペレスとなった。
スタートタイヤにレッドブル、フェラーリ勢などがソフト、メルセデス勢はミディアムを選択した。2番手スタートだったジョージ・ラッセルはターン4までに2つポジションを落とし、4番手まで後退。14周目にはピエール・ガスリーがランス・ストロールを追い抜く際にコース外へ押し出したとして5秒ペナルティが課された。レッドブル勢は23周目と26周目にピット作業を行いミディアムタイヤへ交換、メルセデス勢は30周目と35周目にピット作業を行いハードタイヤへ交換した。残り23周で11番手争いをしていた角田裕毅とダニエル・リカルドがターン6で接触、角田はピットまで自走したが接触の影響によりリタイア。残り9周で9番手だったフェルナンド・アロンソがトラブルによりマシンをコース脇に停めたためVSCが導入されたが、レース展開に影響はなかった。レース後に「タイヤ戦略は正しくなかった」とコメントしたようにハードタイヤを選択したメルセデス勢がレッドブル勢に仕掛けられる場面はなく、フェルスタッペンがハミルトン以下に15秒の差をつけて優勝した。
この優勝により、ミハエル・シューマッハ（2004年）とセバスチャン・ベッテル（2013年）が記録した年間13勝の記録を更新したほか、獲得ポイントが416となりシーズン最多ポイントの記録も更新した。

### レース結果
| 順位    | No. | ドライバー                 | コンストラクター                        | 周回数 | タイム/リタイア原因 | Grid | Pts. |
| ------- | --- | -------------------------- | --------------------------------------- | ------ | ------------------- | ---- | ---- |
| 1       | 1   | マックス・フェルスタッペン | レッドブル-RBPT                         | 71     | 1:38:36.729         | 1    | 25   |
| 2       | 44  | ルイス・ハミルトン         | メルセデス                              | 71     | +15.186             | 3    | 18   |
| 3       | 11  | セルジオ・ペレス           | レッドブル-RBPT                         | 71     | +18.097             | 4    | 15   |
| 4       | 63  | ジョージ・ラッセル         | メルセデス                              | 71     | +49.431             | 2    | 13FL |
| 5       | 55  | カルロス・サインツ         | フェラーリ                              | 71     | +58.123             | 5    | 10   |
| 6       | 16  | シャルル・ルクレール       | フェラーリ                              | 71     | +68.774             | 7    | 8    |
| 7       | 3   | ダニエル・リカルド         | マクラーレン-メルセデス                 | 70     | +1 Lap2             | 11   | 6    |
| 8       | 31  | エステバン・オコン         | アルピーヌ-ルノー                       | 70     | +1 Lap              | 10   | 4    |
| 9       | 4   | ランド・ノリス             | マクラーレン-メルセデス                 | 70     | +1 Lap              | 8    | 2    |
| 10      | 77  | バルテリ・ボッタス         | アルファロメオ-フェラーリ               | 70     | +1 Lap              | 6    | 1    |
| 11      | 10  | ピエール・ガスリー         | アルファタウリ-RBPT                     | 70     | +1 Lap              | 14   |      |
| 12      | 23  | アレクサンダー・アルボン   | ウィリアムズ-メルセデス                 | 70     | +1 Lap              | 17   |      |
| 13      | 24  | 周冠宇                     | アルファロメオ-フェラーリ               | 70     | +1 Lap              | 12   |      |
| 14      | 5   | セバスチャン・ベッテル     | アストンマーティン・アラムコ-メルセデス | 70     | +1 Lap              | 16   |      |
| 15      | 18  | ランス・ストロール         | アストンマーティン・アラムコ-メルセデス | 70     | +1 Lap              | 20   |      |
| 16      | 47  | ミック・シューマッハ       | ハース-フェラーリ                       | 70     | +1 Lap              | 15   |      |
| 17      | 20  | ケビン・マグヌッセン       | ハース-フェラーリ                       | 70     | +1 Lap              | 19   |      |
| 18      | 6   | ニコラス・ラティフィ       | ウィリアムズ-メルセデス                 | 69     | +2 Laps             | 18   |      |
| 191     | 14  | フェルナンド・アロンソ     | アルピーヌ-ルノー                       | 63     | DNF                 | 9    |      |
| Ret     | 22  | 角田裕毅                   | アルファタウリ-RBPT                     | 50     | DNF                 | 13   |      |
| ソース: |     |                            |                                         |        |                     |      |      |

- ^FL - ファステストラップの1点を含む
- ^1 - DNFだがレース距離の90%以上を走行したため規定により完走扱い
- ^2 - リカルドは角田とターン6で接触したため、10秒のタイムペナルティ[25]。

## 第20戦終了時点のランキング

### ワールド・チャンピオンシップ
|         | 順位 | ドライバー                 | ポイント | 1位との差 |
| ------- | ---- | -------------------------- | -------- | --------- |
|         | 1    | マックス・フェルスタッペン | 416      |           |
| 1       | 2    | セルジオ・ペレス           | 280      | -136      |
| 1       | 3    | シャルル・ルクレール       | 275      | -141      |
|         | 4    | ジョージ・ラッセル         | 231      | -185      |
| 1       | 5    | ルイス・ハミルトン         | 216      | -200      |
| ソース: |      |                            |          |           |

|         | 順位 | コンストラクター        | ポイント | 1位との差 |
| ------- | ---- | ----------------------- | -------- | --------- |
|         | 1    | レッドブル-RBPT         | 696      |           |
|         | 2    | フェラーリ              | 487      | -209      |
|         | 3    | メルセデス              | 447      | -249      |
|         | 4    | アルピーヌ-ルノー       | 153      | -543      |
|         | 5    | マクラーレン-メルセデス | 146      | -550      |
| ソース: |      |                         |          |           |

- 注：いずれもトップ5まで掲載。

### DHLファステストラップアワード
|         | 順位 | ドライバー                 | 獲得数 |
| ------- | ---- | -------------------------- | ------ |
|         | 1    | マックス・フェルスタッペン | 5      |
|         | 2    | シャルル・ルクレール       | 3      |
|         | 3    | セルジオ・ペレス           | 3      |
| 2       | 4    | ジョージ・ラッセル         | 3      |
| 1       | 5    | カルロス・サインツ         | 2      |
| ソース: |      |                            |        |

- 注：いずれもトップ5まで掲載。
- 注：ファストテストラップアワードは同数の場合、カウントバック方式がとられている。